# Oonops reddelli
Oonops reddelli là một loài nhện trong họ Oonopidae.
Loài này thuộc chi Oonops. Oonops reddelli được Willis J. Gertsch miêu tả năm 1977.